# Ceșma, Veliko Tărnovo
Ceșma (în bulgară Чешма) este un sat în comuna Zlatarița, regiunea Veliko Tărnovo,  Bulgaria. 

## Demografie
Componența etnică a satului Ceșma
     Bulgari (81,81%)
     Nicio identificare (18,18%)
     Altele (0%)
La recensământul din 2011, populația satului Ceșma era de 11 locuitori. Din punct de vedere etnic, majoritatea locuitorilor (81,81%) erau bulgari. Pentru 18,18% din locuitori nu este cunoscută apartenența etnică.